# اوساما مرابت
اوساما مرابت (انگلیسی: Oussama Mrabet؛ زادهٔ ۱۰ ژوئیهٔ ۱۹۹۳) بازیکن فوتبال اهل فرانسه است.
از باشگاه‌هایی که در آن بازی کرده‌است می‌توان به باشگاه فوتبال الجرجیسی اشاره کرد.